# Lydia Pavón
Lydia Pavón Mayorga (Puerto Lápice, 23 de noviembre de 1998) es una actriz, bailarina y modelo española, más conocida por interpretar el papel de Gabriela Salmerón è la telenovela Acacias 38 y el papel de Zoe Cruz en la serie El Internado: Las Cumbres.

## Biografía
Lydia Pavón nació el 23 de noviembre de 1998 en Puerto Lápice, en la provincia de Ciudad Real (España), y además de la actuación también se dedica a la danza.

## Carrera
Lydia Pavón empezó a bailar cuando era pequeña. En 2016 se mudó a Madrid para formarse en danza urbana. Poco después comenzó a trabajar como bailarina en algunas discotecas en Madrid y Marbella. Ha participado como bailarina en eventos como el del 30 aniversario de Vogue España, donde bailó junto a la artista Kylie Minogue, así como el del 150 aniversario de Shiseido. También ha formado parte del cuerpo de bailarines de artistas como NIA.
Paralelamente a su trabajo como bailarina comenzó su formación como actriz en la Diplomatura de Interpretación de Central de Cine. Inició su carrera en el 2019 en el cortometraje Cintura Dura dirigido por Benny Terán, y al año siguiente, en 2020, participó en la película Nora dirigida por Lara Izagirre. En 2021 fue elegida para interpretar el papel de Gabriela Salmerón en la telenovela emitida en La 1 Acacias 38. También formó parte del reparto de la serie Los protegidos: El regreso.
En 2022 ocupó el papel de Meri en la miniserie La edad de la ira, donde actuó junto a la actriz Amaia Aberasturi. Ese mismo año formó parte como bailarina del reparto de la película  Por los pelos: Una historia de autoestima. También hizo una breve aparición en la serie Desaparecidos.
En 2023 protagonizó la tercera temporada de la serie de Prime Video El internado: Las Cumbres, en el papel de Zoe Cruz. En el mismo año se unió al elenco de la serie de Netflix Un cuento perfecto, junto a actores como Anna Castillo y Álvaro Mel.

## Filmografía

### Cine
| Año  | Título                                    | Director         |
| ---- | ----------------------------------------- | ---------------- |
| 2022 | Por los pelos: Una historia de Autoestima | Nacho G. Velilla |

### Televisión
| Año  | Título                     | Personaje         | Notas        |
| ---- | -------------------------- | ----------------- | ------------ |
| 2021 | Acacias 38                 | Gabriela Salmerón | 10 episodios |
| 2021 | Los protegidos: El regreso |                   | 2 episodios  |
| 2022 | La edad de la ira          | Meri              | 3 episodios  |
| 2022 | Desaparecidos              |                   | 1 episodio   |
| 2023 | El internado: Las Cumbres  | Zoe Cruz          | 6 episodios  |
| 2023 | Un cuento perfecto         | Idoia             | 2 episodios  |